# Peter Byrne (basket-ball)
Pour les articles homonymes, voir Peter Byrne et Byrne.
Peter Byrne, né le 29 janvier 1948, à Melbourne, en Australie, est un ancien joueur australien de basket-ball.